# Invariancia de escala
En Física y en Matemática, la invariancia de escala es una propiedad de objetos o leyes en los que no hay cambios si la escala de tamaño (o la escala de energía) son multiplicadas por un factor común. El término técnico para esta transformación es homotecia, también llamada dilatación o amplificación. Las dilataciones, además, pueden ser parte de una gran simetría conforme o invariancia de Weyl.
- En Matemática, la invariancia de escala se refiere a una invariancia de funciones o curvas. Un concepto cercanamente relacionado es la autosimilitud, en la que una función o curva es invariante dentro de un subconjunto discreto de las dilataciones posibles. Esto también puede cumplirse para las distribuciones de probabilidad de un proceso aleatorio, que puede mostrar esta clase de invariancia de escala o autosimilitud.

Una curva de Koch posee invariancia de escala.

- En la teoría clásica de campos, la invariancia de escala se aplica casi siempre a la invariancia de toda la teoría cualesquiera que sean las dilataciones. Algunas teorías describen típicamente los procesos físicos clásicos con una inusual escala de tamaño.

- En la teoría cuántica de campos, la invariancia de escala se interpreta en los términos de la física de partículas.[2] En una teoría que presente invariancia de escala, la intensidad de las interacciones entre partículas no depende de la energía de las partículas involucradas.

- En mecánica estadística la invariancia de escala es una característica de las transiciones de fase.[3] La observación clave es que en la vecindad de una transición de fase o punto crítico ocurren fluctuaciones para todas las escalas de tamaño, y entonces puede buscarse una teoría de invariancia de escala que describa adecuadamente el fenómeno. Algunas teorías son teorías estadísticas de campos con invariancia de escala, y son muy parecidas en su forma a las teorías cuánticas de campos con invariancia de escala, mencionadas en el párrafo anterior.

- Se llama universalidad a la observación de que sistemas microscópicos muy distintos pueden mostrar el mismo comportamiento en una transición de fase.[4] Por esto, las transiciones de fase en muchos sistemas diferentes pueden describirse mediante la misma subyacente teoría de invariancia de escala.

- Generalmente las magnitudes adimensionales poseen invariancia de escala. El concepto análogo en estadística corresponde a los momentos estandarizados, que son estadísticas de una variable con invariancia de escala.